# Франк, Вольфганг
Вольфганг Франк (нем. Wolfgang Frank; 21 февраля 1951, Райхенбах-на-Фильсе — 7 сентября 2013, Майнц) — немецкий футболист и тренер.

## Игровая карьера
Первые шаги на молодёжном уровне Франк делал в клубе «Шлирбах». После недолгого пребывания в «Кирхгайме» в 1968 году он перешёл в любительский состав «Штутгарта». В сезоне 1970/71 команду тренировал на то время действующий футболист Карл Бёгеляйн, с ним команда вышла в Первую любительскую лигу Северного Вюртемберга, в том сезоне Франк забил 25 голов. Кроме того, команда вышла в финал любительского чемпионата Германии. Финал состоялся 10 июля в Вюрцбурге, вместе с Франком в команде играли Гюнтер Савицки, Карл Бергер, Дитер Швеммле и Дитер Унгевиттер, соперником был «Юлих», который и выиграл с минимальным счётом. В завершение сезона 1971/72 Франк был переведён в профессиональную команду «Штутгарта». Под руководством тренера Бранко Зебеца 19 апреля 1972 года Франк вышел на замену в матче Бундеслиги, за сезон он сыграл 29 матчей и забил 12 голов. Таким образом, он стал лучшим бомбардиром клуба, опередив Карл-Хайнца Хандшуха (10 голов), Хорста Кёппеля и Ханса Эттмайера. В своём втором сезоне в Бундеслиге он играл уже под руководством преемника Зебеца, Германа Эппенхофа. В 26 матчах Франк забил 11 голов, а команда заняла шестое место в турнирной таблице. После двух сезонов в Бундеслиге с 23 голами в 55 играх он уехал за границу и подписал контракт на 1973/74 сезон с клубом чемпионата Голландии, АЗ.
В АЗ он играл с такими футболистами, как Кес Кист, под руководством тренера Юпа Бранда, нападающий забил шесть мячей в 26 матчах чемпионата, а АЗ завершил сезон на седьмом месте. В Нидерландах Франка научили играть по схеме тотального футбола, разработанной «Аяксом».
Получив опыт игры за границей, он принял предложение от клуба Бундеслиге и присоединился перед сезоном 1974/75 к «Айнтрахт Брауншвейг». Прибыв в Нижнюю Саксонию, он встретился со своим бывшим тренером, Зебецом. В 32 матчах чемпионата Франк забил десять голов, а команда заняла девятое место в лиге. Клуб выиграл Международный футбольный кубок 1975, обойдя в группе «Войводину» и «Цюрих». В сентябре 1977 года Франк забил решающий гол в гостевом матче против «Динамо Киев» в рамках Кубка УЕФА, в итоге «Айнтрахт» прошёл «Динамо» по голам выезда. В том розыгрыше клуб дошёл до 1/8 финала, где с общим счётом 4:1 уступил ПСВ. Югославский тренер «Айнтрахта» Зебец исповедовал философию, строго ориентированную на конечный результат, это проявлялось в позиционировании зоны обороны как приоритетной, в итоге ближайшие два сезона клуб провёл в высшем дивизионе. Тактика Зебеца была основана на формации из четырёх защитников и шести полузащитников, то есть в схеме не было ярко выраженного нападающего, вперёд по ситуации мог выдвинуться в том числе и защитник. Такая тактика помогла Франку приобрести полезный опыт во время пребывания с «Айнтрахт Брауншвейг».
Наиболее продуктивные сезоны для Франка, в которых он занял седьмое и четвёртое место в гонке бомбардиров, были 1975/76 (16 голов) и 1976/77 (24 голов), оба раза он становился лучшим бомбардиром клуба. Таким образом, он внёс свой вклад в успех «Айнтрахта» в 1970-х: его клуб в то время постоянно претендовал на медали и закончил сезоны 1975/76 и 1976/77 на пятом и третьем месте соответственно. В еврокубках он забил за «Айнтрахт Брауншвейг» пять мячей в пяти играх. Кроме того, с 1972 по 1977 год он сыграл шесть раз за Германию B, забив три гола.
На то время он забил 89 голов в 215 играх Бундеслиги. Большую часть своих мячей он забил в 1974—1977 годах в составе «Айнтрахт Брауншвейг», а именно 52 гола в 106 играх. Также он играл за такие клубы Бундеслиги, как «Боруссия Дортмунд» (1977—1980, 34 игры, 10 голов) и «Нюрнберг» (1980—1982, 20 игр, 4 гола). «Нюрнберг» заплатил «Боруссии» за Франка 800000 немецких марок. После того, как он сыграл в своём первом сезоне 17 матчей за клуб, Франк стал игроком резерва и провёл только три матча за команду во втором сезоне. Тем не менее, клуб вышел в финал кубка Германии, где встретился с «Баварией». После первого тайма «Нюрнберг» неожиданно был впереди при счёте 2:0, однако во втором тайме «Бавария» смогла отыграться и выиграла со счётом 4:2. Франк продолжил свою карьеру на любительском уровне, перейдя в 1982 году в «Бад-Виндсхайм» из региональной лиги. Его последним клубом стал «Гларус», где он занимал должность играющего тренера.

## Стиль игры
Хотя Франк обладал невысоким ростом (172 см), он также имел малый вес (66 кг), а как следствие — высокий прыжок. Благодаря этому Франк хорошо играл головой, в навыках игры «на втором этаже» он превосходил многих высоких защитников.

## Карьера тренера
В «Гларусе» Франк начал второй этап своей футбольной жизни, а именно тренерскую карьеру. Переход на тренерскую ниву был постепенным: с 1984 по декабрь 1988 года он был играющим тренером «Гларуса». Затем он работал в качестве тренера с декабря 1988 по 1991 год в «Арау», 1991/92 сезон он провёл в «Веттингене», а следующий сезон — в «Винтертуре». После его возвращения в Германию с 19 января 1994 по май 1995 года он тренировал «Рот-Вайсс Эссен» во Второй Бундеслиге, с командой он дошёл до финала кубка Германии 1994 года, где клуб со счётом 3:1 уступил «Вердеру». Его следующей командой стал «Майнц 05», где он работал с 25 сентября 1995 по 2 марта 1997 года. После годичного периода работы в «Аустрия Вена» (апрель 1997 — 8 апреля 1998 года) он вернулся в «Майнц», который тренировал до 17 апреля 2000 года.
В первые недели сезона 2000/01 он тренировал «Дуйсбург». По воспоминаниям выступавшего тогда за этот клуб Гинтараса Стауче, Франк собирал команду в семь часов утра на базе, а потом выводил их на поле кидать теннисные мячи и летающие тарелки (так называемая «активация»). После завтрака он проводил тактическое занятие продолжительностью до 2 часов, а затем была трёхчасовая тренировка (один час уделялся тактическим отработкам, в ходе которых игроки шагом двигались к своим позициям). После перерыва на побед шла повторная тренировка, и игроки возвращались домой только в 9 часов вечера. Один из игроков, не выдержавший подобный режим, назвал работу тренера «дерьмовой» и разорвал контракт с «Дуйсбургом». В сезоне 2002/03 он вывел «Унтерхахинг» из региональной лиги во Вторую Бундеслигу, где он провёл сезон 2003/04 (до 2 апреля 2004 года).
С 1 июля 2004 по 19 октября 2005 года Франк был главным тренером «Заксена» из Оберлиги, после этого уехал в Румынию тренировать «Фарул». С 25 января 2006 по 31 октября 2007 года он возглавлял «Киккерс Оффенбах». С 6 февраля 2008 года он был главным тренером клуба из региональной лиги «Вупперталь», контракт был рассчитан до 30 июня 2008 года. В декабре 2008 года он сменил Кристиана Хока на посту тренера «Веена», но 23 марта 2009 года был уволен. С 12 октября 2010 года он был тренером клуба третьего дивизиона «Карл Цейсс». Контракт действовал до конца сезона 2010/11, но 20 апреля 2011 года после девяти игр без побед Франк покинул клуб. Летом 2011 года Франк стал тренером бельгийского клуба «Эйпен», но оставался там только один сезон.

## Тренерский почерк
В книге Р. Реберга и К. Карна «Карнавал на „Брухвиге“» (нем. Karneval am Bruchweg) говорится о том, что «Вольфганг Франк в его первый срок с „Майнцом“ перевернул клуб с ног на голову». Он описан как труженик, отличный тактик с большим стимулом и творческим мышлением. Он успешно помогал клубу избегать понижения в классе, реализуя тактические принципы итальянского тренера Арриго Сакки: формация 4-4-2 при сохранении мяча впереди, жёстком прессинге и агрессивном темпе футбола. Его модель игры оказала влияние на целое поколение игроков «Майнца» (Юрген Клопп, Торстен Либеркнехт, Пётр Нейштетер, Кристиан Хок, Стефан Канерт, Ларс Шмидт и Уве Стевер), некоторые тактические наработки Франка они использовали, когда сами стали тренерами.

## Смерть
В мае 2013 года было объявлено, что у Вольфганга Франка обнаружена опухоль мозга. 7 сентября 2013 года бывший клуб Франка «Киккерс Оффенбах» объявил о смерти тренера.